# 現場直播

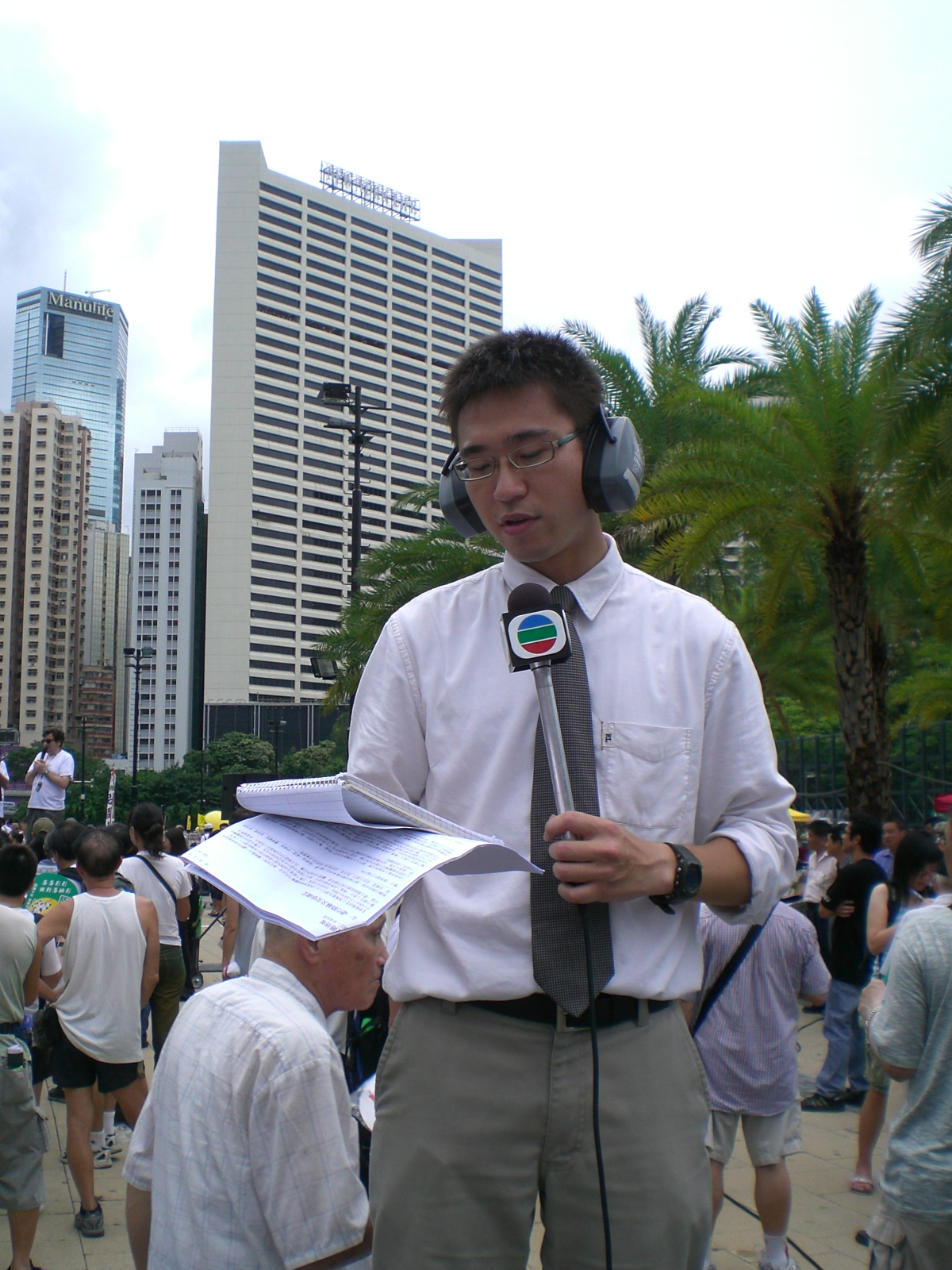
前香港無綫新聞記者蘇敬恆於維多利亞公園作現場報道

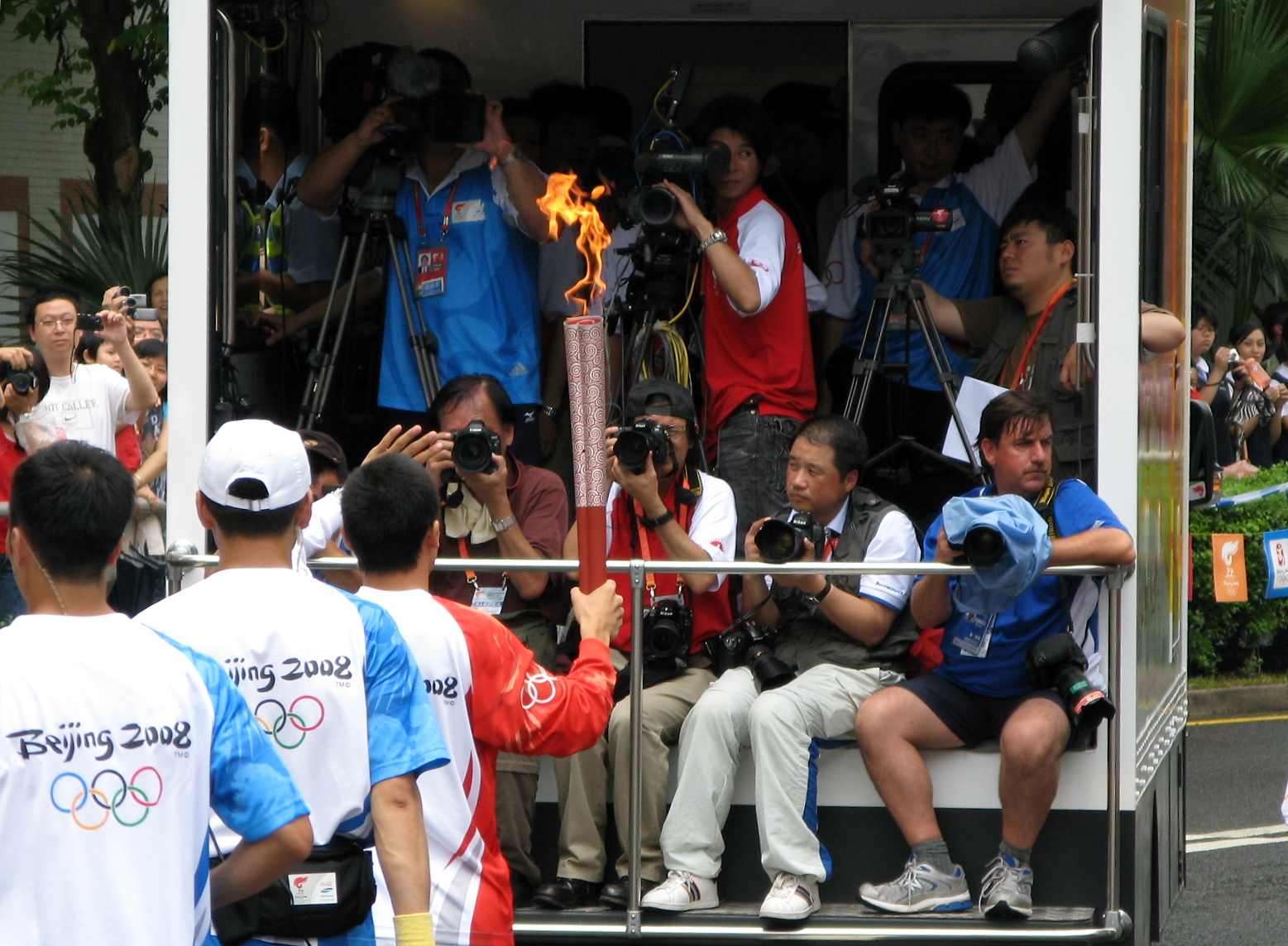
2008年奧運香港區火炬接力的傳媒車

現場直播（英語：Live broadcast），或稱實況轉播、即時轉播，簡稱直播或實況（Live），是指電台、電視台、網路平台等傳播媒體以現場即時的方式播出節目內容的行為，可分為電台直播、電視直播、網路直播等不同的直播方式。
近年來隨著電腦運算性能提升、寬頻網路普及，使得線上影音平台的興起，在網際網路上公開播出即時影像的娛樂形式變得極其受歡迎。

## 概說
電視直播是比較常見的，直到20世紀50年代末，當時的錄像帶技術的發明。由於費用過高，採用速度緩慢，一些電視節目直到20世紀70年代才開始播出，如肥皂劇。為了防止出現無法預料或可能發生的問題，可能會延遲直播電視節目，使其允許修改節目內容。某些節目可能會在某些時區直播，而在其他節目或地點中會延遲。

## 用語差異
Live
原先台灣和中國大陸使用「實況轉播」一詞；後來台灣開放有線電視頻道，來自香港的衛視中文台、TVBS、中天電視等電視台率先引進香港用語「現場直播」，其他電視台紛紛跟進採用，鳳凰衛視進軍中國大陸後也出現同樣現象，至今兩岸三地傳媒在現場事件報導上已鮮少出現中文「實況轉播」字眼。中國大陸大多數電視台現場直播在右上角標註「直播」，有時也會在「直播」下方標註「LIVE」英文字樣。
D-Live
即非正式英語「Delay Live」，指當天的延遲直播或轉播，簡稱「延播」。台灣和中國大陸主要使用「錄影（實況）轉播」（Tape Delay），但近年來有直接改用英文「D-Live」稱呼的趨勢。

## 直播的使用狀況
許多事件發生在電視直播中，這些事件都被人們記住，有時因為它們已經成為重大突發新聞故事的一部分，並且總是因為它們出乎意料地發生在數千或數百萬觀眾的觀眾面前。
但是不當的直播安排或者行為，往往會引起爭議。因此直播節目上必須注意言行，安排時間也要尊重對方。
例如重大賽會上，北美地區獨家電視轉播商NBC可能會要求像是如果在東亞舉行，游泳和部分體操比賽的決賽改為在上午舉行，認為這樣可以增加北美地區的收視率和廣告收入，引起各大選手不滿等，因為可能夏季高溫等問題可能會使選手中暑、甚至威脅安全。
例如2018年的冬季奧運會，11項冬季兩項比賽有8項在晚間舉行，迫使選手在泛光燈、寒冷的氣溫和強風下滑雪和射擊，造成選手安全受到威脅，比賽也無法完成。2020年東京奧運會，女子足球決賽由原定日本時間8月6日早上11時改期至晚上9時開始，以避開日間炎熱天氣；同屆奧運會於札幌舉行的男子50公里競步及兩項馬拉松賽事也因當地炎熱天氣而先後把比賽開始時間提早1小時。

### 娛樂節目
主要的娛樂活動，如頒獎典禮和選美比賽，通常會根據美國東海岸的時間表在黃金時段進行現場直播。在21世紀，現實競賽特許經營開始出現（例如，在美國，美國偶像和與星共舞），觀眾可以投票選出他們在現場表演中最喜歡的表演，但偶像，截至2019年，唯一同時在美國所有地區直播的真人競賽系列。

## 關連項目
- 衛星新聞轉播（SNG， Satellite News Gathering）
- Phone-in（Call-in）
- Live Viewing
- 活動電視
- 電視電話
- 晨間新聞
- 時區對北美廣播的影響

## 延伸閱讀
- No Retakes, by Sandra Grabman and Wright King. BearManor Media, 2008.
- Caesar's Hours: My Life in Comedy, with Love and Laughter, by Sid Caesar with Eddy Friedfeld. Public Affairs, 2003.
- The Box: An Oral History of Television 1920-1961, by Jeff Kisseloff. Penguin Books, 1995.
- The Live Television Generation of Hollywood Film Directors, by Gorham Kindem. McFarland, 1994.
- Live Television: The Golden Age of 1946-1958 in New York, by Frank Sturcken. McFarland, 1990.
- Golden Age of Television: Notes from the Survivors, by Max Wilk. Moyer Bell Limited, 1989.
- Where Have I Been? An Autobiography, by Sid Caesar with Bill Davidson, Crown Publishers, Inc., 1982.

## 外部連結
- Description of No Retakes! （页面存档备份，存于）